# Крекінг-установка в Форт-Саскачевані
Крекінг-установка в Форт-Саскачевані — складова частина нафтохімічного майданчику компанії Dow Chemical у канадській провінції Альберта.
Розрахована на споживання етану установка парового крекінгу в Форт-Саскачевані стала до ладу в 1994 році з потужністю 545 тисяч тонн етилену на рік, а станом на середину 2010-х в результаті проведених модернізації цей показник зріст до 1285 тисяч тонн на рік. Частина сировини подається з установки фракціонування, що належить самій Dow Chemical, проте її потужність істотно поступається поточним потребам у 80 тисяч барелів на добу. Додатковий етан традиційно отримують через систему Alberta Ethane Gathering System (при цьому зберігання етану могло відбуватись у підземному сховищі компанії Plains), а з 2015-го поряд із майданчиком почав роботу новий деетанайзер зі складу фракціонатора компанії Keyera.
Більша частина етилену споживається на самому майданчику заводом лінійного поліетилену низької щільності потужністю 850 тисяч тонн. Ще 202 тисячі тонн потребує завод оксиду етилену та етиленгліколю компанії ME Global (на 50 % належить Dow). Раніше в Форт-Саскачевані також продукували 680 тисяч тонн дихлориду етилену, який потім перетворювали на мономер вінілхлориду, проте це виробництво закрили в середині 2000-х.
Етилен може зберігатися в підземному сховищі самої Dow Chemical, яке до того ж з'єднане з етиленопроводом Ethylene Distribution System.